# Mistrzostwa Europy w Wioślarstwie 1965
55. Mistrzostwa Europy w Wioślarstwie odbyły się w dniach 20–22 sierpnia (zawody kobiet) oraz 26–29 sierpnia (zawody mężczyzn) 1965 r. w zachodnioniemieckim Duisburgu (po raz 2. w historii). Mężczyźni rywalizowali w 7, a kobiety w 5 konkurencjach wioślarskich na pobliskim torze regatowym Wedau. 

## Medaliści

### Mężczyźni
| Konkurencja                 | Złoto | Czas    | Srebro | Czas    | Brąz | Czas    | Źródło |
| --------------------------- | --- | ------- | --- | ------- | --- | ------- | ------ |
| M1x (jedynka)               | Jochen Meißner | 7:42.10 | Anatolij Sass | 7:43.35 | Jan Wienese | 7:45.55 | [ 2 ]  |
| M2x (dwójka podwójna)       | Szwajcaria Melchior Bürgin · Martin Studach | 7:06.42 | ZSRR Oleg Tiurin · Boris Dubrowski | 7:08.83 | Czechosłowacja Jaroslav Hellebrand · Petr Krátký | 7:11.02 | [ 3 ]  |
| M2- (dwójka bez sternika)   | Dania Peter Christiansen · Hans Jørgen Boye | 7:29.32 | Austria Dieter Losert · Dieter Ebner | 7:34.21 | ZSRR Anatolij Fiodorow · Jurij Suslin | 7:36.55 | [ 4 ]  |
| M2+ (dwójka ze sternikiem)  | ZSRR Leonid Rakowszczik · Nikołaj Safronow · Igor Rudakow (sternik) | 7:54.63 | Włochy Primo Baran · Renzo Sambo · Giorgio Conte (sternik) | 7:56.79 | Holandia L. Winter · Hadriaan van Nes · Roderick Rijnders (sternik) | 7:58.11 | [ 5 ]  |
| M4- (czwórka bez sternika)  | ZSRR Wołodymyr Sterlik · Antanas Bagdonavičius · Zigmas Jukna · Juozas Jagelavičius                                                                                          | 6:50.99 | RFN Detlef Damboldt · Wolfgang Hottenrott · Michael Schwan · Lutz Ulbricht | 6:58.14 | Szwajcaria Nicolas Gobet · Peter Bolliger · Walter Weissmüller · Adriano Bosshard                                                                                      | 7:00.76 | [ 6 ]  |
| M4+ (czwórka ze sternikiem) | ZSRR Władimir Jewsiejew · Anatolij Tkaczuk · Boris Kuzmin · Witalij Kurdczenko · Anatolij Łuzgin (sternik)                                                                   | 7:05.18 | RFN Peter Kuhn · Peter Hertel · Ulrich Luhn · Rüdiger Henning · Uwe Trompler (sternik)                                                                                          | 7:08.13 | Czechosłowacja Jan Štefan · Jaroslav Starosta · Otakar Mareček · Václav Kozák · Arnošt Poisl (sternik)                                                                 | 7:10.00 | [ 7 ]  |
| M8+ (ósemka)                | RFN Klaus Aeffke · Hans-Jürgen Wallbrecht · Jürgen Schröder · Dagobert Thometschek · Klaus Behrens · Christian Prey · Dirk Schreyer · Horst Meyer · Peter Niehusen (sternik) | 6:26.33 | ZSRR Jurij Alechin · Jurij Chodorow · Arkadij Kudinow · Aleksandr Martyszkin · Guntis Niedra · Elmārs Rubīns · Michaił Machonow · Andris Priedītis · Wiktor Michiejew (sternik) | 6:27.47 | Stany Zjednoczone William Stowe · Fargo Thompson · Boyce Budd · John Abele · Tony Johnson · Stanley Cwiklinski · Hugh Foley · Joseph Amlong · Róbert Zimonyi (sternik) | 6:30.08 | [ 8 ]  |

### Kobiety
| Konkurencja                           | Złoto | Czas    | Srebro | Czas    | Brąz | Czas    | Źródło |
| ------------------------------------- | --- | ------- | --- | ------- | --- | ------- | ------ |
| W1x (jedynka)                         | Galina Konstantinowa | 3:42.20 | Renée Camu | 3:43.06 | Anna Domonkos | 3:44.13 | [ 9 ]  |
| W2x (dwójka podwójna)                 | ZSRR Maija Kaufmane · Daina Šveica-Mellenberga | 3:25.56 | Czechosłowacja Alena Postlová · Magdalena Šarbochová | 3:28.53 | RFN Annemarie Rupprecht · Christl Schmidt-Lehnert | 3:31.84 | [ 10 ] |
| W4x+ (czwórka podwójna ze sternikiem) | Węgry Mária Pekanovits · Zsuzsanna Szappanos · Ágnes Salamon · Mária Fekete · Margit Komornik (sternik)                                                                                        | 3:21.15 | ZSRR Aino-Eliise Milodan · Nelli Czernowa · Raisa Korotajewa · Wiera Biełousowa · Tamara Gorny (sternik)                                                                            | 3:21.52 | Czechosłowacja Eva Krybusová · Světla Hudečková · Jaroslava Ježková · Věra Hájková · Věra Dušáková (sternik)                                                                 | 3:22.50 | [ 11 ] |
| W4+ (czwórka ze sternikiem)           | ZSRR Galina Sielifanowa · Natalja Maksimowa · Łarisa Pietruczik · Walentina Skworkowa · Walentina Turkowa (sternik)                                                                            | 3:26.63 | Rumunia Ana Tamaș · Florica Ghiuzelea · Doina Bălașa · Emilia Rigard · Ștefania Borisov (sternik)                                                                                   | 3:29.37 | Czechosłowacja Marta Špringlová · Jarmila Koloušková · Věnceslava Michalová · Julie Suchá · Věra Kalousová (sternik)                                                         | 3:30.91 | [ 12 ] |
| W8+ (ósemka)                          | ZSRR Ałła Pierworukowa · Irena Bačiulytė · Sofija Korkutytė · Leokadija Semaško · Aldona Margenytė · Aldona Čiukšytė · Stanislava Bubulytė · Rita Tamašauskaitė · Nina Griszczenkowa (sternik) | 3:08.13 | Holandia Willemina Bernelot-Moens · Joke Huisman · Geertruida Cornelese · Gerharda Tuitert · A. Meinardi · A.E.H. Stoffels · A.J.E. de Boer · Johanna Bosch · W. de Jongh (sternik) | 3:11.24 | Rumunia Maria Forsea · Maria Hublea · Viorica Jiva · Ștefania Ionescu · Lucia Gănescu · Iuliana Bulugioiu · Florica Ghiuzelea · Mariana Limpede · Ștefania Borisov (sternik) | 3:14.97 | [ 13 ] |

## Klasyfikacja medalowa
| Miejsce | Reprezentacja     | Złoto | Srebro | Brąz | Razem |
| ------- | ----------------- | ----- | ------ | ---- | ----- |
| 1.      | ZSRR              | 7     | 4      | 1    | 12    |
| 2.      | RFN               | 2     | 2      | 1    | 5     |
| 3.      | Szwajcaria        | 1     | 0      | 1    | 2     |
| 3.      | Węgry             | 1     | 0      | 1    | 2     |
| 5.      | Dania             | 1     | 0      | 0    | 1     |
| 6.      | Czechosłowacja    | 0     | 1      | 4    | 5     |
| 7.      | Holandia          | 0     | 1      | 2    | 3     |
| 8.      | Rumunia           | 0     | 1      | 1    | 2     |
| 9.      | Austria           | 0     | 1      | 0    | 1     |
| 9.      | Francja           | 0     | 1      | 0    | 1     |
| 9.      | Włochy            | 0     | 1      | 0    | 1     |
| 12.     | Stany Zjednoczone | 0     | 0      | 1    | 1     |
| Razem   | Razem             | 12    | 12     | 12   | 36    |